# Picayune, Mississippi
Picayune là một thành phố thuộc quận Pearl River, tiểu bang Mississippi, Hoa Kỳ. Năm 2010, dân số của thành phố này là 10 878 người.

## Dân số
- Dân số năm 2000: 10 545 người.
- Dân số năm 2010: 10 878 người.